# Edwin Parsons
Edwin Charles Parsons, né le 24 septembre 1892 à Holyoke (Massachusetts) et mort le 2 mai 1968 à Sarasota (Floride), était un militaire américain. Durant la Première Guerre mondiale, il combattit en France comme pilote de chasse à l'escadrille française SPA 3 Cigognes, et devint un as de l'aviation avec huit victoires homologuées. Durant la Seconde Guerre mondiale, il servit dans l'United States Navy et termina la guerre avec le grade de Rear admiral.

## Distinctions
- Chevalier de la Légion d'honneur[1]
- Médaille militaire[1]
- Croix de guerre 1914-1918 avec 4 palmes[1]
- Bronze Star (Médaille de l'étoile de bronze, États-Unis)[2]

## Œuvres
- (en) Edwin C. Parsons, I flew with the Lafayette Escadrille, E.C. Seale & Company, Inc., 1963.